# Genlisea violacea
Genlisea violacea är en tätörtsväxtart som beskrevs av St. Hil.. Genlisea violacea ingår i släktet Genlisea och familjen tätörtsväxter. Inga underarter finns listade i Catalogue of Life.

## Bildgalleri

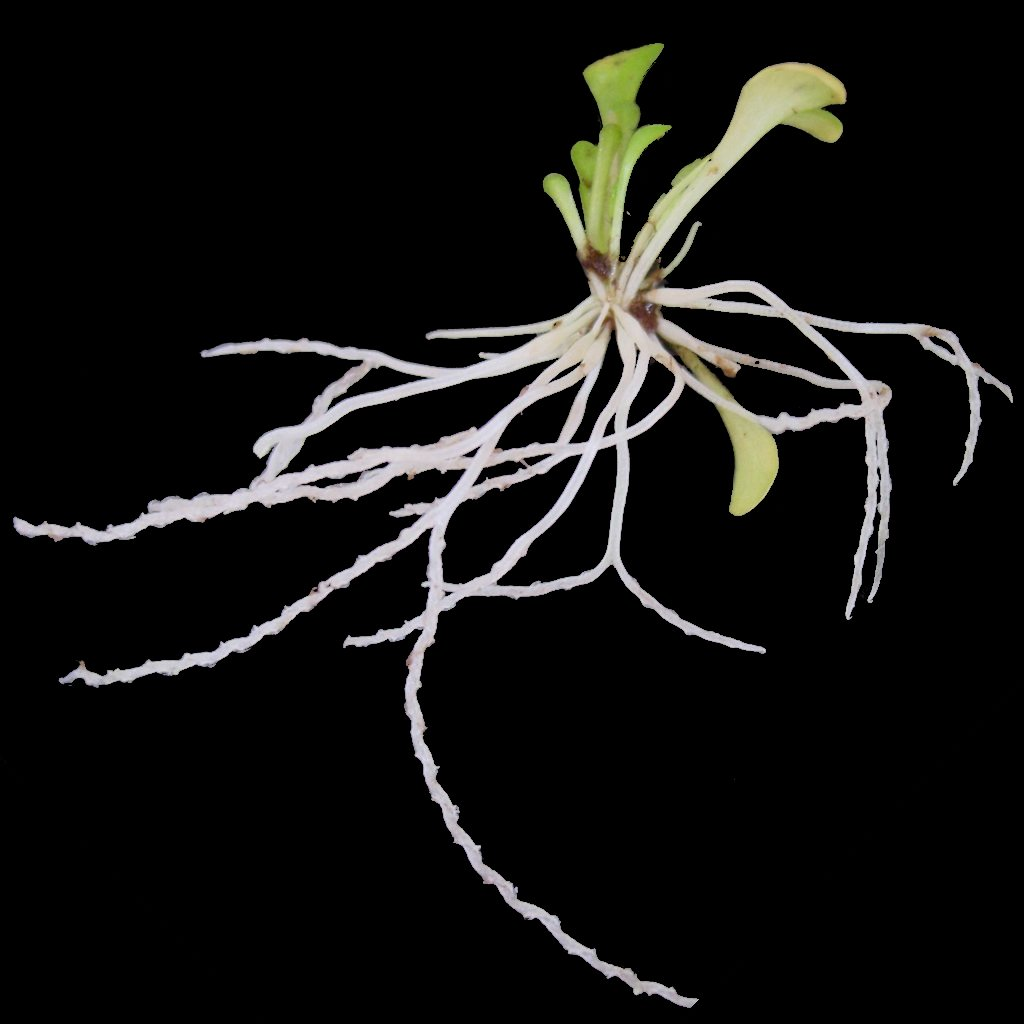
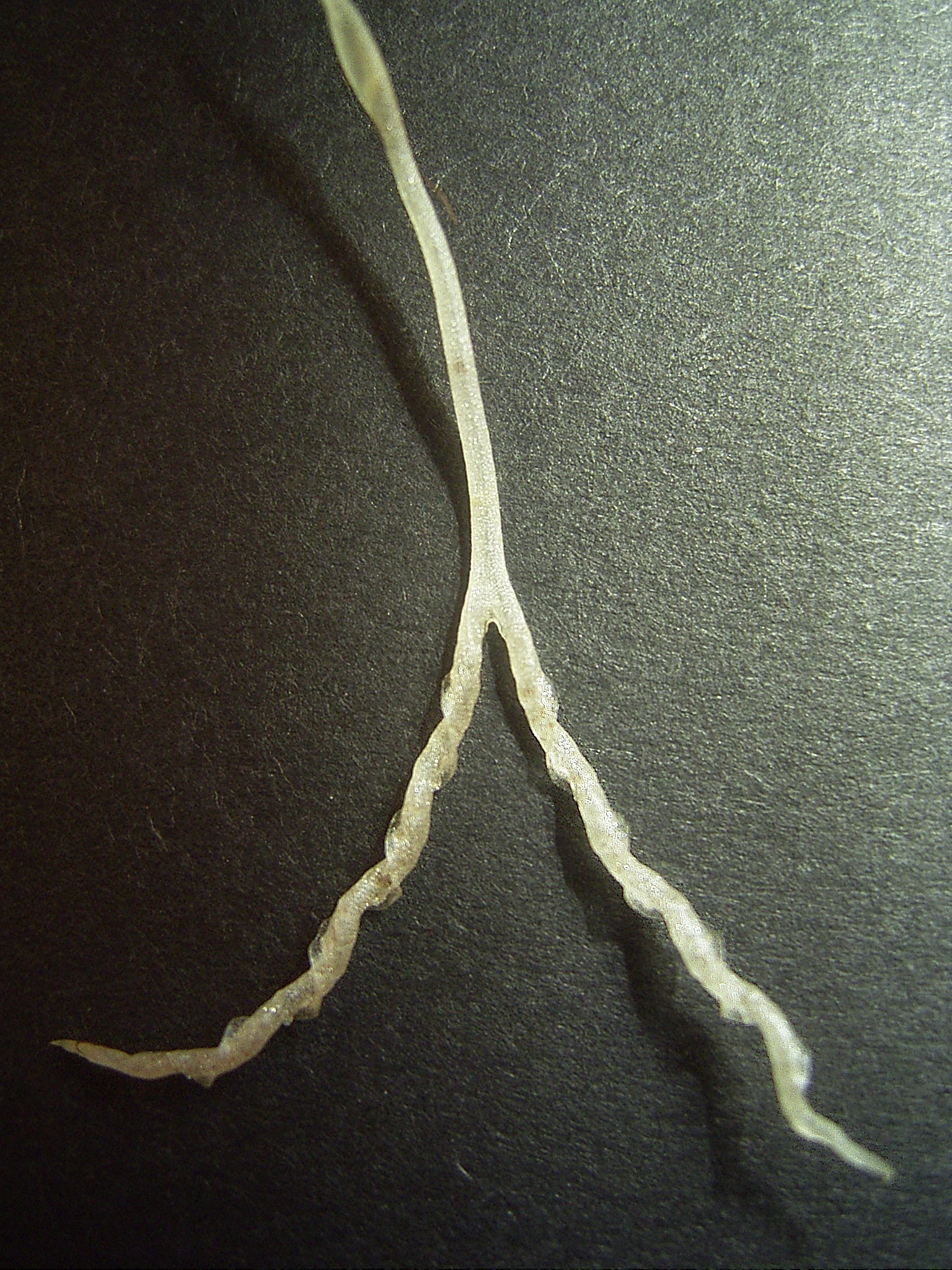
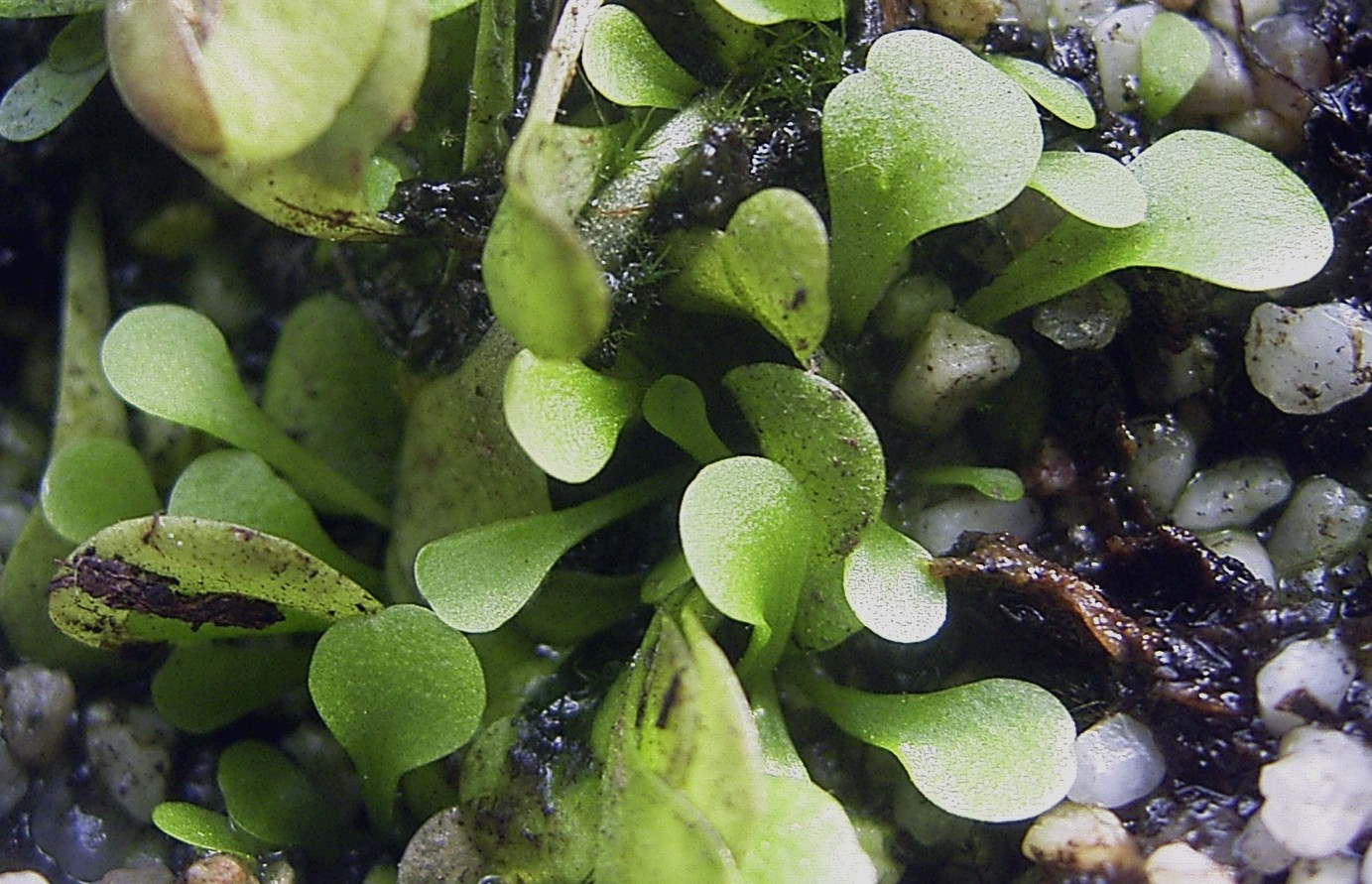
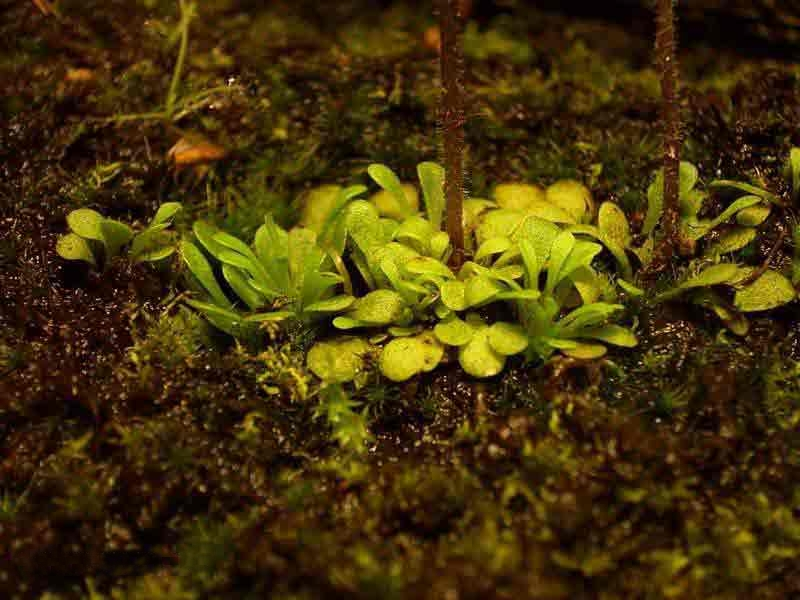